# Didier Flament
Didier Flament (Tourcoing, 4 de enero de 1951) es un deportista francés que compitió en esgrima, especialista en la modalidad de florete.
Participó en dos Juegos Olímpicos de Verano en los años 1976 y 1980, obteniendo dos medallas, bronce en Montreal 1976 y oro en Moscú 1980. Ganó cuatro medallas en el Campeonato Mundial de Esgrima entre los años 1974 y 1982.

## Palmarés internacional
| Juegos Olímpicos   | Juegos Olímpicos   | Juegos Olímpicos  | Juegos Olímpicos    |
| Año                | Lugar              | Medalla           | Prueba              |
| ------------------ | ------------------ | ----------------- | ------------------- |
| 1976               | Montreal (Canadá)  | Medalla de bronce | Florete por equipos |
| 1980               | Moscú (URSS)       | Medalla de oro    | Florete por equipos |
| Campeonato Mundial |                    |                   |                     |
| Año                | Lugar              | Medalla           | Prueba              |
| 1974               | Grenoble (Francia) | Medalla de bronce | Florete por equipos |
| 1978               | Hamburgo (RFA)     | Medalla de oro    | Florete individual  |
| 1978               | Hamburgo (RFA)     | Medalla de plata  | Florete por equipos |
| 1982               | Roma (Italia)      | Medalla de plata  | Florete por equipos |